# Concert per a piano núm. 2 (Beethoven)
El Concert per a piano núm. 2 en si bemoll major, op. 19, de Ludwig van Beethoven va ser compost principalment entre 1787 i 1789, tot i que no va assolir la forma en què es va publicar fins al 1795. Beethoven va escriure un segon final el 1798 per a una actuació a Praga, però aquest no és el final que es va publicar. Pensat inicialment per la Hofkapelle de Bonn, va ser utilitzat pel compositor com a vehicle per a les seves pròpies actuacions com a jove virtuós, Va ser publicat el desembre de 1801 com a op. 19, després de la publicació al març d'aquell any de la seva darrera composició el Concert per a piano núm. 1 en do major com a op. 15, i així va ser designat com el seu segon concert per a piano.
El Concert per a piano en si bemoll major va ser una peça d'exhibició important per al jove Beethoven, ja que va intentar establir-se després de traslladar-se de Bonn a Viena. Potser l'hauria estrenat el 29 de març de 1795 al Burgtheater de Viena en un concert que marcava el seu debut públic. Abans d'això, només havia actuat als salons privats de la noblesa vienesa. Tot i que l'obra en conjunt és molt a l'estil de concert de Mozart, hi ha una sensació de drama i contrast que estaria present en moltes de les obres posteriors de Beethoven. Aparentment, el mateix Beethoven no va valorar especialment aquesta obra, i va comentar a l'editor Franz Anton Hoffmeister que, juntament amb el Concert per a piano núm. 1, "no era un dels meus millors". No obstant això, el pianista Peter Serkin ha assenyalat que l'escriptura de Beethoven de la cadenza del primer moviment molt més tard que el concert pròpiament dit "indica [la seva] estima pel seu primer concert". La versió que potser va estrenar l'any 1795 és la versió que s'interpreta i enregistra avui.

## Moviments
L'obra està escrita per a piano sol, flauta, dos oboès, dos fagots, dues trompes i cordes⁣; és l'únic dels concerts per a piano piano completats de Beethoven que omet clarinets, trompetes i timbals. El concert consta de tres moviments:
1. Allegro con brio
2. Adagio (en si bemoll major)
3. Rondo Molto allegro

El primer moviment s'inicia amb una obertura orquestral triomfal sobre l'⁣acord tònic, i manté un caràcter lúdic mentre s'utilitzen passatges cromàtics per mostrar la tècnica del solista. El segon moviment és serè i pacífic, mentre que el Rondo de tancament fa tornar l'alegria plena de joventut que s'escolta en el moviment inicial.

### I.Allegro con brio
Aquest moviment es troba en la variant de concert de forma sonata (forma de sonata de doble exposició). L'orquestra introdueix el tema principal i el tema subordinat en la seva exposició. La segona exposició és en fa major. El desenvolupament vaga en clau i acaba en un llarg si bemoll major. La recapitulació és semblant a l'exposició i és en si bemoll major.
Hi ha una cadenza força difícil composta molt posteriorment al concert en si. Estilísticament, la cadenza és molt diferent del concert, però fa ús del primer tema inicial. Beethoven aplica aquesta melodia a la cadenza de diverses maneres diferents, canviant el seu caràcter cada vegada i mostrant les innombrables maneres en què un tema musical es pot utilitzar i sentir.
Aquest moviment va ser escrit entre 1787 i 1789 a Bonn. Les actuacions mitjanes duren entre tretze i catorze minuts.

### II.Adagio
Aquest moviment és en mi bemoll major, la clau subdominant. Com molts moviments lents, té forma ABA (ternària), on la secció d'obertura introdueix els temes, i la secció mitjana els desenvolupa. Aquest moviment va ser escrit entre 1787 i 1789 a Bonn. Les actuacions mitjanes duren de vuit a nou minuts.

### III.Rondo, Molto allegro
Aquest moviment pren la forma d'un rondó (ABACABA). Aquí es pot escoltar l'alegria de Beethoven del seu primer període. Hi ha una sensació angular constant dins de la mateixa melodia de 6/8 que Beethoven interpreta amb cada retorn del tema del rondó. La secció C també és molt contrastada amb les altres, ja que és en to menor i amb un significat més contundent i sever. A més, abans de l'última aparició del tema del rondó, Beethoven introdueix el piano en la tonalitat "equivocada" de sol major, abans que l'orquestra "descobreixi" la discrepància i torni a la tonalitat tònica correcta. Aquesta broma musical es pot veure en moltes de les composicions posteriors de Beethoven.
Aquest rondó és el que Beethoven va escriure l'any 1795 i es va estrenar a Viena aquell any. Mostra la influència de Haydn, especialment en l'ús de la forma de sonata rondó. Les actuacions mitjanes duren de cinc a sis minuts.